# Corpozulia
Corpozulia es una organización gubernamental venezolana que trabaja en el desarrollo económico del estado Zulia.

## Historia
Corpozulia fue creada mediante Ley del Estado Venezolano el 26 de julio de 1969 con la misión de promover el desarrollo de la región zuliana. Siguiendo el Plan Nacional 2001–2007, el gobierno nacional redefine el concepto de región y adscribe las corporaciones al Ministerio del Poder Popular para el Desarrollo el 10 de febrero de 2000. Mediante decreto Nro. 7408 el 4 de mayo de 2010, Corpozulia  queda adscrita a la vicepresidencia de Venezuela y pasa al Ministerio de Planificación.